# Заозёрский сельсовет (Витебская область)
Заозерский сельсовет — упразднённая административная единица на территории Полоцкого района Витебской области Республики Беларусь. Административный центр — агрогородок Заозерье.

## История
20 августа 1924 года создан как Семенецкий сельсовет в составе Полоцкого района Полоцкого округа. С 12 февраля 1935 года в составе Ветринского района. 16 июля 1954 года сельсовет переименован в Заозерский. 20 января 1960 года после упразднения района вошёл в состав Полоцкого района.
10 октября 2013 года сельсовет был упразднён, населённые пункты включены в состав Гомельского сельсовета.

## Состав
Заозерский сельсовет включал 20 населённых пунктов:
- Бецкое — деревня.
- Городище — деревня.
- Заозерье — агрогородок.
- Казимирово — деревня.
- Карпиничи — деревня.
- Колпинка — деревня.
- Лучно — деревня.
- Междулесье — деревня.
- Межно-1 — деревня.
- Межно-2 — деревня.
- Межно-3 — деревня.
- Оболонье — деревня.
- Пукановка-1 — деревня.
- Пукановка-2 — деревня.
- Пушно — деревня.
- Семенец — деревня.
- Ткачево — деревня.
- Туровля — деревня.
- Шелково — деревня.
- Шестово — деревня.